# Marciel monte à Paris
Marciel monte à Paris est une pièce de cinéma-théâtre écrite, mise en scène et réalisée par Marc Hollogne, présentée pour la première fois en 1997. Un écran occupe la moitié de la scène et les deux comédiens principaux passent de l'un à l'autre, leur personnage apparaissant sur l'écran lorsqu'ils passent derrière celui-ci et vice-versa, et interagissant avec les personnages filmés.

## Distribution
Sur scène et sur l'écran de cinéma
- Marc Hollogne : Marciel / le Parisien
- Pierre Manganelli : Gérard

Sur l'écran de télévision
- Olivier Minne : l'expert cathodique

Sur l'écran de cinéma
- Ticky Holgado : Célestin
- Jango Edwards : Jango
- Cécile Siméone : Miss Météo
- Armand Meffre : Constant
- Philippe Lardier : le paysan
- Franck Coquet : le villageois
- Patrick Le Pote : Lully
- Colette Casside : la dame au foulard
- Fraçoise Vidick : l'apparition
- Benoît Souverain : le marin

## Fiche technique
- Décors : Jean-Luc Le Floc'h
- Lumière : Pierre-William Glenn pour le film, Franck Coquet pour la pièce
- Costumes : Dominique Vidal
- Production exécutive : Frédéric Doniguian et Tania Zazulinsky
- Sociétés de production : Les Films 13 (Claude Lelouch) et Hollo company
- Distributeur DVD (1998) : Polygram
- Durée : 150 minutes